# Hvozd, Rakovník
Hvozd là một làng thuộc huyện Rakovník, vùng Středočeský, Cộng hòa Séc.